# 河本善鎬
河本 善鎬（かわもと よしたか）は、在日韓国人の経営者。有限会社成光舎代表取締役社長、元横浜中央信用組合理事。